# Steakhouse (court métrage)
Pour plus de détails, voir Fiche technique et Distribution.
Steakhouse est un film d'animation de court métrage slovène, allemand et français réalisé par Špela Čadež et sorti en 2021.

## Fiche technique
- Titre anglais : Steakhouse
- Réalisation : Špela Čadež
- Scénario : Gregor Zorc
- Animation : Zarja Menart, Špela Čadež, Anka Kočevar et Clémentine Robach
- Musique : Olfamož et Tomaž Grom
- Son : Johanna Wienert
- Montage : Iva Kraljević
- Production : Fabien Driehorst, Emmanuel-Alain Raynal, Pierre Baussaron et Olivier Catherin
- Sociétés de production : RTV SLO, Fabian&Fred et Miyu Productions
- Sociétés de distribution : Miyu Distribution
- Pays d'origine :  Slovénie,  Allemagne et  France
- Langue originale : slovène
- Format : couleur
- Genre : animation
- Durée : 9 minutes
- Dates de sortie :
  - Suisse : 5 août 2021 (Locarno)
  - France : 15 décembre 2021 (Les Arcs)

## Distinctions
- 2022 : Prix du jury pour un court métrage au festival international du film d'animation d'Annecy